# التمييز بين الجنسين في المسميات الوظيفية
المسمى الوظيفي المحدد بالنوع الاجتماعي، هو اسم الوظيفة التي تحدد أو توحي بالنوع الاجتماعي الذي يؤدي هذه الوظيفة. على سبيل المثال في اللغة الإنكليزية، يشير المسمى الوظيفي للمضيفة إلى أن الشخص امرأة، والمسمى الوظيفي للشرطي إلى أن الشخص رجل.
والمسمى الوظيفي المحايد للنوع الاجتماعي، من ناحية أخرى، هو اسم الوظيفة التي لا تحدد أو توحي بالنوع الاجتماعي، مثل الإطفائيين أو المحامي (في اللغة الإنكليزية). قد يكون من المختلف عليه في بعض الحالات، ما إذا كان المسمى محددا بالنوع الاجتماعي، إذ يبدو على سبيل المثال، أن الرئيس (تشيرمان) يشير إلى ذكر (بسبب النهاية مان)، ولكن يُطبق المسمى أيضا في بعض الأحيان على النساء.
يناصر مؤيدو اللغة المحايدة للنوع الاجتماعي عموما استخدام المسميات الوظيفية المحايدة للنوع الاجتماعي، لا سيما في السياقات التي يكون فيها النوع الاجتماعي للشخص المعني غير معروف أو غير محدد، ويفضلون مثلا مضيف الطيران (فلايت أتيندنت) على مضيفة (ستيوردس)، وضابط الشرطة (بوليس أوفيسر) على شرطي (بوليس مان) أو شرطية (بوليس وومان). قد ينطوي ذلك في بعض الحالات على إهمال استخدام بعض مسميات النساء على وجه التحديد (مثل المؤلفة -أوثورِس)، مما يشجع على استخدام الشكل المقابل الغير تمييزي (مثل المؤلف -أوثر) كمسمى محايد تماما للنوع الاجتماعي.
ينطبق ما ذكر أعلاه على المحايدة بين الجنسين في اللغة الإنجليزية، وفي بعض اللغات الأخرى، دون النوع الاجتماعي النحوي (حيث أن النوع الاجتماعي المتعلق بالنحو، هو سمة من سمات قواعد اللغة، تتطلب وضع كل اسم في واحدة من عدة فئات، بما في ذلك في كثير من الأحيان المؤنث والمذكر). ويتغير الموقف في اللغات ذات النوع الاجتماعي النحوي، من خلال حقيقة أن أسماء الأشخاص غالبا ما تتقيد بالمذكر والمؤنث بطبيعتها، وقد لا يكون إنشاء مسميات محايدة للنوع الاجتماعي ممكنا. قد يركز مؤيدو اللغة المحايدة للنوع الاجتماعي في مثل هذه الحالات على ضمان وجود كلمات مذكرة ومؤنثة لكل وظيفة، وأنهم يُعاملون بمساواة.

## الجدال
قد يكون التغيير إلى مسميات وظيفية محايدة للنوع الاجتماعي مثيرا للجدل. ويعكس هذا الجدال، النقاش حول اللغة المحايدة للنوع الاجتماعي بشكل عام.
تثير مسألة التحول إلى المسميات الوظيفية المحايدة للنوع الاجتماعي جدلا إيديولوجيا، حول أن المسميات الوظيفية المحددة بالنوع الاجتماعي، تعزز بمستوى ما التمييز بين الجنسين في مكان العمل. يجادل رؤساء الإطفاء على سبيل المثال، بأنه عندما يستخدم الجمهور مصطلح «رجل إطفاء -فايرمان» بدلا من «الإطفائي -فايرفايتر»، فإنه يعزز الصورة الشائعة بأن إطفاء الحرائق هي وظيفة للرجال فقط، وبالتالي يصعب عليهم تجنيد النساء.
يتحجج البعض بأن استبدال المصطلحات التاريخية في كل مكان تظهر فيه (في المستندات، وغيرها) سيكون صعبا ومكلفا، أو أن ذلك غير ضروري. ويوجد مع ذلك، الكثير من الأشخاص (وخاصة النسويون والنسويات) الذين يدّعون أن هذه الحجة، هي رد فعل عنيف ضد حجة اللغة المحايدة للنوع الاجتماعي.
توجد صعوبة كبيرة في حل هذا الجدال، كما في حالة اللغة المحايدة للنوع الاجتماعي بشكل عام، غير أن هناك اختلاف واحد على الأقل. وعلى الرغم أنه لا توجد غالبا مفردة مناسبة محايدة للنوع الاجتماعي (على سبيل المثال، ضمير الشخص الثالث المفرد هو، على الرغم من أن استخدام صيغة هم، أصبحت شائعة نسبيا)، توجد إصدارات لجميع المسميات الوظيفية تقريبا محايدة للنوع الاجتماعي.
ما زال استخدام مصطلح «الرئيس –تشيرمان» واسع الانتشار في قطاعات المجتمع التي تسودها الهيمنة الذكورية، ولكن أصبح مصطلح (تشيربيرسون) أو (تشير) الآن واسع الانتشار، على الأقل في الولايات المتحدة وكندا، وبشكل متزايد في المملكة المتحدة. يرأس على سبيل المثال مجالس إدارة معظم شركات فورتشين 500 «رئيس -تشيرمان»، وتملك أيضا الأغلبية الساحقة من شركات (إف تي إس ي. 100) في المملكة المتحدة «رئيسا -تشيرمان»، ولكن يرأس مجلس نواب الولايات المتحدة «رئيس –تشير»، اعتبارا من عام 2009. يقبل أقل من نصف أعضاء لجنة استخدام قاموس التراث الأمريكي، استخدام كلمة (تشيرمان) لوصف امرأة.
تؤيد بعض أدلة الاستخدام، مثل دليل كامبريدج لاستخدام اللغة الإنكليزية، اللغة المحايدة للنوع الاجتماعي، في الظروف التي يجب أن تشتمل كلا الجنسين. فقد تعلن شركة على سبيل المثال، أنها تبحث عن رئيس (تشير) أو (تشيربيرسون) بدلا من استخدام (تشيرمان). تستبعد اللغة المحايدة للنوع الاجتماعي مصطلح (تشيرمان)، على اعتبار أن بعض القراء سيفترضون أن النساء والأشخاص من الأنواع الاجتماعية الأخرى، مستبعدين ضمنيا من الاستجابة للإعلان الذي استخدم هذا المصطلح.

## اتفاقيات الكتابة المقبولة عموما
يؤمن مؤيدو المسميات الوظيفية المحايدة للنوع الاجتماعي، بوجوب استخدام هذه المسميات، لا سيما عند الإشارة إلى الأشخاص المفترضين. يرون أنه في الحالة النادرة التي لا يوجد فيها بديل مفيد محايد للنوع الاجتماعي، ينبغي استخدام كلا المصطلحين الخاصين بالرجال والنساء.
يناصر مؤيدو اللغة المحايدة للنوع الاجتماعي، استخدام شكل محايد أينما تطلب ذلك. قد تبحث شركة على سبيل المثال، لملء شاغر وتوظيف رئيس (تشيربيرسون) جديد. ونظرا لعدم ملء المنصب بشكل قائم على النوع الاجتماعي، فالمسمى الوظيفي ينتمي إلى شكل محايد. ويعتقد المؤيدون أنه، بمجرد أن يُشغل هذا المنصب، يمكن أن يُربط النوع الاجتماعي بالمسمى كما هو مناسب (تشيرمان أو تشيروومان).
ينص مبدأ اللغة المحايدة للنوع الاجتماعي، على أنه ينبغي تجنب المسميات الوظيفية التي تضيف اللواحق لجعلها أنثوية. إذا كان النوع الاجتماعي ذا صلة، فيجب استخدام كلمات «امرأة أو أنثى» بدلاً من «سيدة» («كانت جدتي أول امرأة طبيبة في المقاطعة»)، إلا إذا كان المذكر «سيد» (كما في «صاحبة الأرض -لاندليدي»). ويكون من المفضل، في حالة المالك (لاندلورد) أو المالكة (لاندليدي)، العثور على مسمى بديل بنفس المعنى، مثل المالك (بروبرايتر)، أو المؤجر (ليزر).
يستبعد المستشارون المعنيون بالاستخدام غير المتحيز جنسيا، المصطلحات مثل «ممرض ذكر -ميل نيرس» أو «عارض ذكر-ميل مودل» أو «قاضية أنثى -فيميل جادج»، لأن هذه المصطلحات تستخدم غالبا عندما لا يكون النوع الاجتماعي ذا صلة.
ويرون أن بيان الاستثناء يشير إلى أن العامل من نوع اجتماعي ما غير اعتيادي في تلك المهنة.

## في اللغات غير الإنكليزية
عندما يرتبط بالكلمات نوع اجتماعي نحوي في العديد من اللغات، فقد تفرض متطلبات بنيوية للحفاظ على توافق الجملة، إذ لا يوجد مثلا مضمون سياسي من تغيير الكلمات، ومع ذلك تُسقط أحيانا نهايات الكلمات المحددة للنوع الاجتماعي، وهو ما حدث غالبا في ألمانيا الشرقية السابقة. وفي بعض الأحيان تُصاغ كلمة جديدة تماما أو غير مرتبطة بالاشتقاق الأصلي.